# Fiodor Astachow
Fiodor Aleksiejewicz Astachow, ros. Фёдор Алексеевич Астахов (ur. 27 stycznia?/8 lutego 1892, zm. 9 października 1966 w Moskwie) – radziecki dowódca wojskowy, marszałek lotnictwa ZSRR.

## Życiorys
W 1912 powołany do armii carskiej, służył w oddziałach lotniczych, a w 1916 ukończył Kaczyńską Szkołę Lotniczą.
W 1918 wstąpił do Armii Czerwonej. W trakcie wojny domowej brał udział w walkach przeciwko armii gen. Aleksandra Kołczaka, służył w 1 tulskiej i 1 kałuskiej grupie lotniczej 5 Armii Frontu Wschodniego. W 1919 został dowódcą oddziału lotniczego, następnie 1 syberyjskiej grupy lotniczej Frontu Wschodniego. Od 1920 dowódca lotnictwa Syberii.
W 1923 ukończył wyższy kurs dowódców Armii Czerwonej i został dowódcą lotnictwa Armii Kaukazu. W latach 1924–1930 komendant szkoły lotniczej w Sierpuchowie, a następnie w Orenburgu. W latach 1930–1933 dowódca brygady lotniczej, a w latach 1933–1935 pomocnik dowódcy lotnictwa okręgu wojskowego oraz w latach 1935–1936 pomocnik szefa sztabu wojsk lotniczych Armii Czerwonej.
W latach 1936–1937 dowódca korpusu lotniczego, następnie dowódca lotnictwa Kijowskiego Samodzielnego Okręgu Wojskowego do 1940. Następnie zastępca szefa sztabu sił powietrznych Armii Czerwonej, funkcję pełnił do ataku Niemiec na ZSRR w 1941.
Po ataku na ZSRR został dowódcą lotnictwa Frontu Południowo-Zachodniego do maja 1942. Został wtedy mianowany szefem Głównego Kierownictwa Cywilnej Floty Lotniczej i jednocześnie zastępcą dowódcy wojsk lotniczych Armii Czerwonej. W sierpniu 1943 został dodatkowo zastępcą dowódcy Lotnictwa Dalekiego Zasięgu. W dniu 19 sierpnia 1944 roku mianowany marszałkiem lotnictwa. W grudniu 1944 roku w związku z reorganizacją Radzieckich Sił Powietrznych został szefem powstałego Zarządu Głównego Lotnictwa Cywilnego i funkcję tę pełnił do grudnia 1947.
W latach 1947–1950 w rezerwie kadrowej Ministerstwa Obrony ZSRR, a w 1950 przeszedł do rezerwy z powodu choroby.
Zmarł w dniu 9 października 1966 w Moskwie i tam został pochowany.

## Awanse
- generał porucznik lotnictwa – Uchwała Rady Komisarzy Ludowych nr 945 z 4 czerwca 1940;
- generał pułkownik lotnictwa – Uchwała Rady Komisarzy Ludowych nr 471 z 30 kwietnia 1943;
- marszałek lotnictwa – Uchwała Rady Komisarzy Ludowych nr z 19 sierpnia 1944.

## Odznaczenia
- Order Lenina (dwukrotnie)
- Order Czerwonego Sztandaru (trzykrotnie)
- Order Kutuzowa I klasy
- Order Suworowa II klasy
- Order Czerwonej Gwiazdy
- Order Krzyża Grunwaldu I klasy (uchwała KRN z 21 maja 1946)[1]